# Farmacokinetiek
Farmacokinetiek (vaak afgekort tot PK) is een begrip uit de farmacologie. Het beschrijft de lotgevallen van een stof die aan het lichaam wordt toegediend. In praktijk gaat het hierbij vaak om geneesmiddelen en hun metabolieten. Farmacokinetische processen worden in een aantal gebieden onderverdeeld: absorptie, distributie, metabolisme en excretie (ADME).

## Processen
- Absorptie is het proces waarbij een stof vanuit de toedieningsplaats in de bloedbaan terechtkomt.
- Distributie is de verdeling van stoffen over het lichaam.
- Metabolisme is de chemische omzetting van de stof in metabolieten.
- Excretie is de eliminatie van de stof uit het lichaam.

## Begrippen
De volgende begrippen zijn relevant in de farmacokinetiek: 
- toedieningswijze
  - topisch: het farmacon wordt lokaal toegediend op of nabij de plaats waar het werkzaam moet zijn. Voorbeelden zijn huidpreparaten, oog-, oor- en neusdruppels, plaatselijke injecties, medicatie voor inhalatie en lokaal werkende rectale toedieningsvormen.
  - systemisch; het farmacon wordt op een andere plaats toegediend dan waar het werkzaam moet zijn. Transport geschiedt veelal via het bloed of (minder belangrijk) de lymfe. Voorbeelden zijn:

  1. parenteraal: opname buiten het maag-darmstelsel om (door middel van injectie).
  2. orale toediening
  3. nasale toediening, bijvoorbeeld fentanyl neusspray
  4. transcutaan: opname door de huid. Bijvoorbeeld fentanylpleisters
  5. rectaal: bijvoorbeeld pijnstillende zetpil
  6. sublinguale toediening: onder-de-tong bijvoorbeeld fentanyl sublinguale tablet

- opname ofwel absorptie
- verdeling of distributie
- plasma-eiwitbinding
- eliminatie of klaring door:
  - excretie of uitscheiding
    1. via de huid
    2. via de longen
    3. via de nieren
    4. via de lever

  - of eliminatie door afbraak (metabolisme of biotransformatie)
    1. fase I of functionalisatie reacties
    2. fase II of conjugatie reacties